# 桃園市光啟高級中等學校
光啟學校財團法人桃園市光啟高級中等學校（英語：Paul Hsu Senior High School；縮寫：PHSH），簡稱私立光啟高中、光啟高中，位於台灣桃園市龜山區，鄰近新北市新莊區。校名源於明朝大學士徐光啟。而光啟高級中學所在的路名「自由街」來自於學校舊名「自由高級中學」，校名更改後，繼續採用以前校名中「自由」做為街道名稱。

## 校史

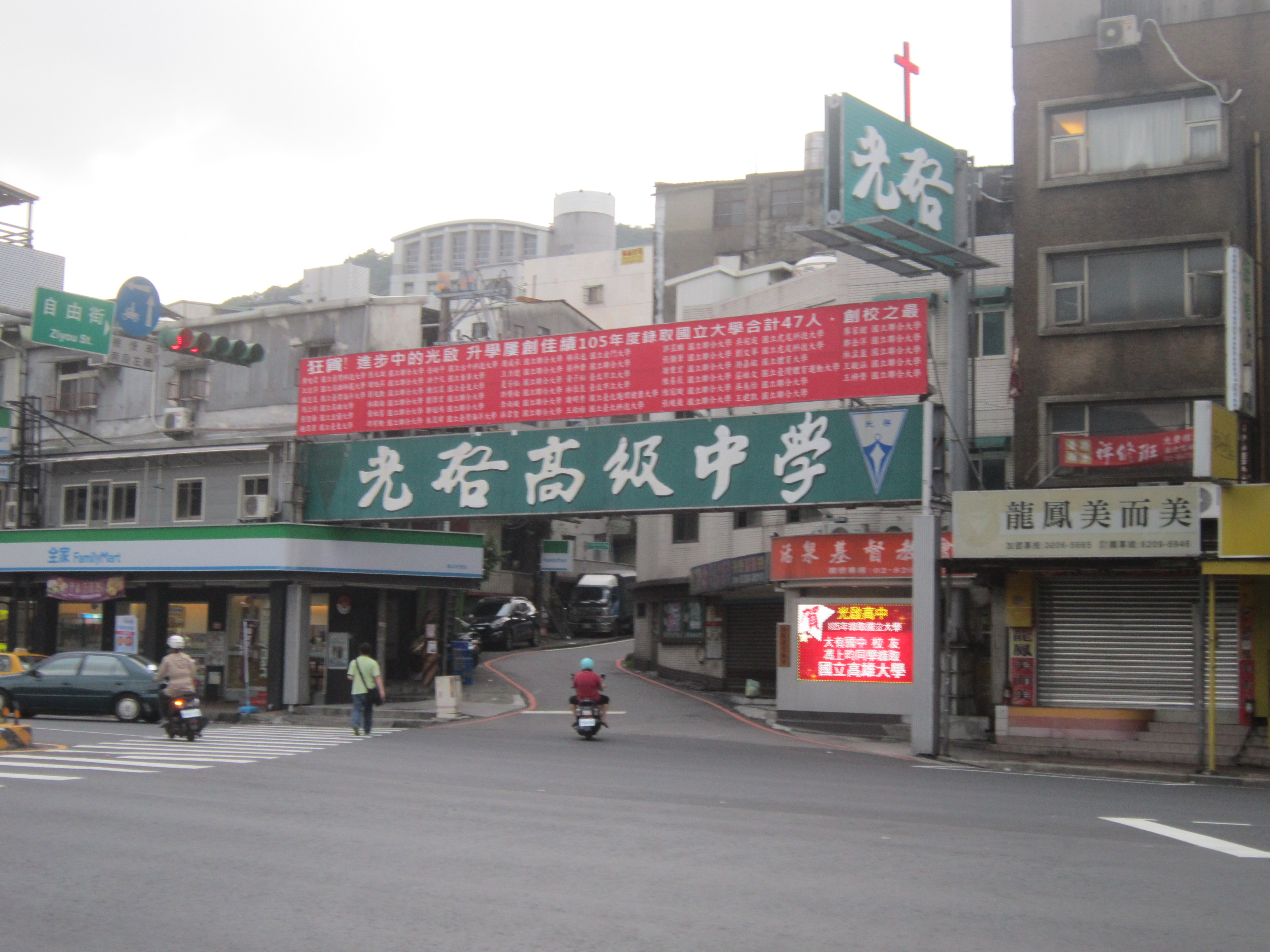
位於桃園市龜山區萬壽路上的光啟高中

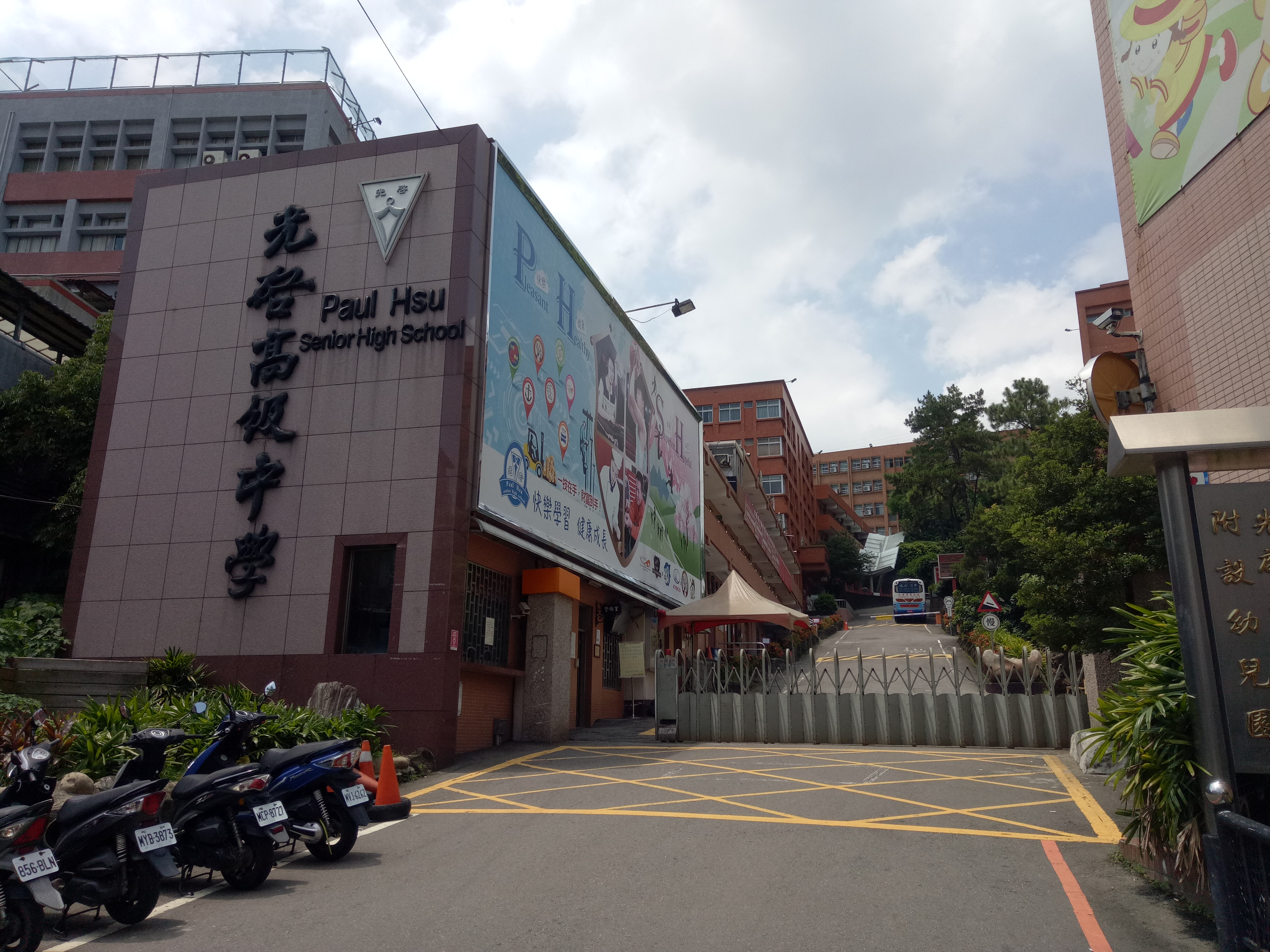
光啟高中

### 演變與發展
- 1971年：私立自由高級中學核准成立；高中部普通科與國中部、附設高級補習學校設立。
- 1972年：綜合商業科設立。
- 1976年：國中部停止招生，電子設備修護科、機工科設立。
- 1977年：綜合商業科調整為國際貿易科、會計統計科，電工科及普通科實驗班設立。
- 1979年：為紀念明代大學士徐光啟，更名為台灣省桃園縣私立光啟高級中學。
- 1989年：資料處理科設立，會計統計科更名為會計事務科。
- 1996年：綜合高中試辦，附設補習學校更名為附設進修學校。
- 2003年：改制為綜合高中，合計開設11種學程。
- 2015年：6月5日更名為光啟學校財團法人桃園市光啟高級中等學校。
- 2016年：綜合高中停止招生，日校恢復設置普通科、餐飲管理科、電機科、機械科、汽車修護科、資料處理科、資訊科、觀光事業科及實用技能學程－餐飲技術科。
- 2017年：日校觀光事業科停止招生。
- 2017年：增設資訊科建教合作班、餐飲科建教合作班。
- 2018年：日校資料處理科停止招生。
- 2018年：進修部汽車科、餐飲管理科皆停止招生。
- 2018年：堆高機檢定場正式啟用。
- 2019年：日校資訊科開始招收電競專班學生。
- 2019年：日校汽車科開始招收電動車產業專班學生。

## 歷任校長
| 任期   | 姓名       | 任職日期   | 離職日期   |
| ------ | ---------- | ---------- | ---------- |
| 1      | 范文忠神父   | 1970年8月  | 1972年7月  |
| 2      | 王愈榮先生 | 1972年8月  | 1973年7月  |
| 3      | 宣 力先生  | 1973年8月  | 1990年7月  |
| 4      | 湯錫衍先生 | 1990年8月  | 1993年7月  |
| 5      | 王培槐先生 | 1993年8月  | 1994年7月  |
| 6      | 崔劍奇先生 | 1994年8月  | 1997年7月  |
| 7      | 王培槐先生 | 1997年8月  | 1999年2月  |
| 8      | 陳肇嘉先生 | 1999年3月  | 2005年5月  |
| 9-10   | 江惠真女士 | 2005年6月  | 2013年7月  |
| 11     | 張德宏先生 | 2013年8月  | 2017年1月  |
| 11代理 | 黃淑美女士 | 2017年2月  | 2017年7月  |
| 12     | 張添洲先生 | 2017年8月  | 2018年7月  |
| 12代理 | 陳成業先生 | 2018年8月  | 2018年11月 |
| 13     | 陳成業先生 | 2018年12月 | 2020年7月  |
| 14     | 鄒紹騰先生 | 2020年8月  | 2024年2月  |
| 15代理 | 黃俊衛先生 | 2024年3月  | 2024年7月  |
| 16     | 黃俊衛先生 | 2024年8月  | 2025年7月  |
| 17     | 胡毓富先生 | 2025年8月  | 現任       |

## 歷任董事長
| 任期 | 姓名       | 任職日期   | 離職日期  |
| ---- | ---------- | ---------- | --------- |
| 1    | 毛振翔神父 | 1970年8月  | 1990年9月 |
| 2    | 宣 力先生  | 1990年10月 | 1997年5月 |
| 3    | 黃東榮先生 | 1997年5月  | 現任      |

## 現有科系
- 日間部
  - 普通科
  - 餐飲管理科
  - 資訊科
  - 電機科
  - 機械科
  - 汽車科
  - 實用技能學程－餐飲技術科
  - 建教合作班－資訊科
  - 建教合作班－餐飲管理科
  - 電競專班－資訊科
- 進修部
  - 機械科
- 光啟高中附設幼兒園

## 校友
- 林奕華[1]
- 韓國瑜
- 鄭豐毅

## 爭議
- 2019年4月9日，高中生遲到遭鞭屁股體罰　光啟高中：已告誡老師[2]
- 2019年11月12日，光啟高中4師遭「你沒課了」理由資遣[3]
- 2020年7月26日，強迫捐款1／光啟高中私吞教職員酬勞　校方無賴稱：捐贈校務使用[4][5]
- 2021年2月7日，光啟高中遭指寧繳罰款也不發薪 桃市開罰10萬元成首例[6]
- 2021年3月15日，光啟高中教師賣學生私菸 桃園教育局查證確有此事[7]
- 2021年10月22日，教團質疑私校刻意放倒不招生[8]。
- 2022年2月25日，因光啟高中持續積欠教職員薪水等行為，臺灣桃園地方法院民事庭宣判，光啟高中敗訴。光啟高中應支付22名教職員薪資[9]。
- 2022年12月2日，桃園光啟高中師生陳情換校長 私校工會聲援[10]。
- 2023年1月5日，【有片】光啟高中出借停車場供酒商囤放大量酒品 全國私校工會批：讓學校變酒窖[11]。

## 外部連結
- （繁體中文）私立光啟高級中學 （页面存档备份，存于）

1. ↑  . 主場新聞. 2014-05-16  [2018-04-20]. （原始内容存档于2019-06-08）.
2. ↑  . 蘋果新聞網.   [2019-04-09]. （原始内容存档于2019-06-01） （中文（臺灣））.
3. ↑  . ETtoday新聞雲.   [2019-11-12]. （原始内容存档于2019-11-12） （中文（臺灣））.
4. ↑  . 中時新聞網. 2020-07-26. （原始内容存档于2020-10-24） （中文（臺灣））.
5. ↑  . www.ctwant.com. 2020-07-26. （原始内容存档于2021-01-15） （中文（臺灣））.
6. ↑  . 經濟日報.   [2021-02-07]. （原始内容存档于2021-02-07） （中文（臺灣））.
7. ↑  . 公視新聞網.   [2021-03-15]. （原始内容存档于2021-03-15） （中文（臺灣））.
8. ↑  . 聯合新聞網. 2021-10-22. （原始内容存档于2021-11-19）.
9. ↑  . 司法院裁判書系統. 2022-02-25  [2023-01-05]. （原始内容存档于2023-01-05） （中文（臺灣））.
10. ↑  . 自由時報.   [2022-12-02]. （原始内容存档于2022-12-07）.
11. ↑  . 鏡週刊 Mirror Media.   [2023-01-05]. （原始内容存档于2023-01-05）.